# Georg Grabner (Politiker, 1952)

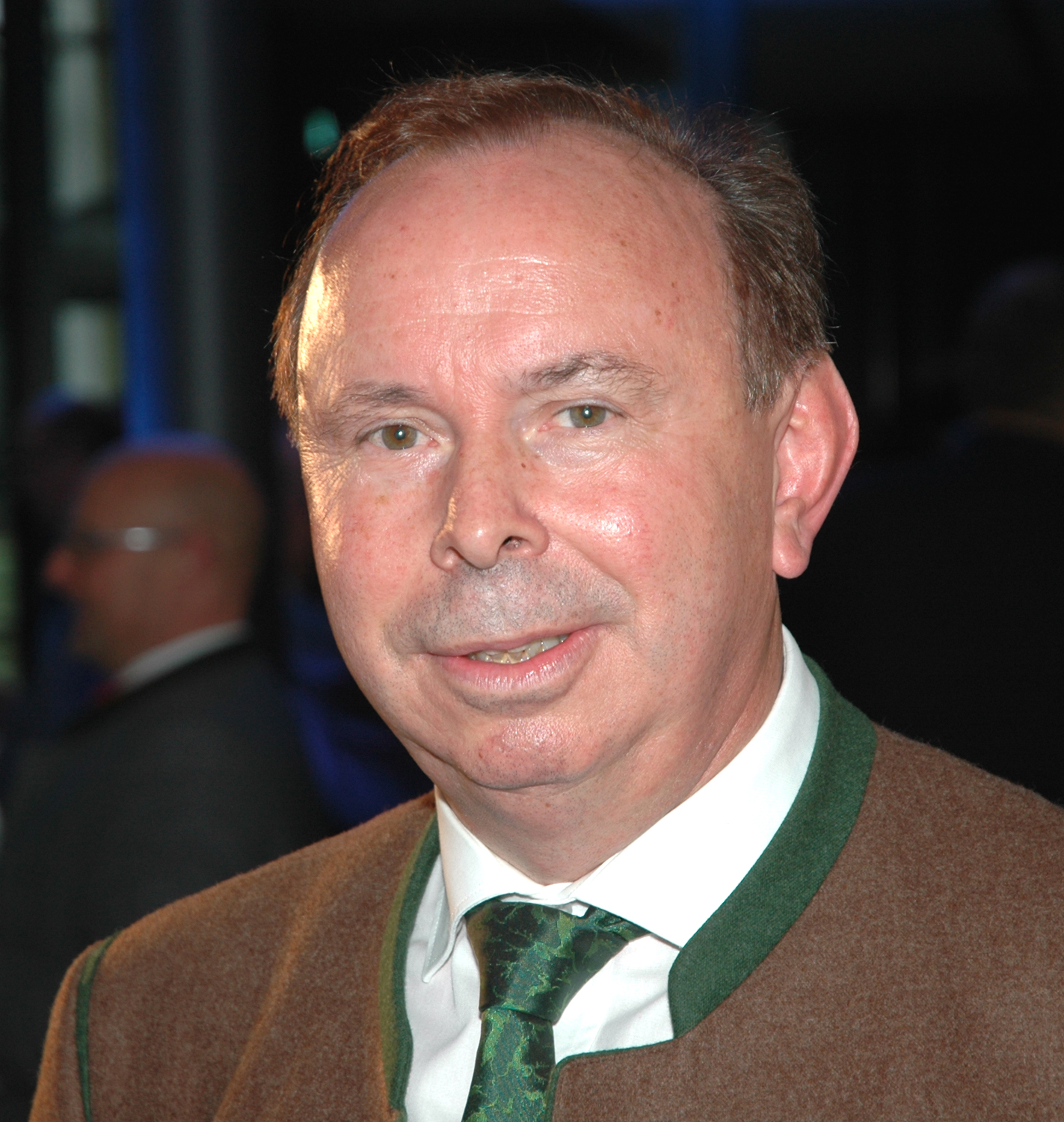
Georg Grabner, 2013

Georg Grabner (* 19. Februar 1952 in Eichham, Gemeinde Teisendorf) ist ein Politiker der CSU. Er war von 1990 bis 2002 Mitglied des Bayerischen Landtags und von 2002 bis 2020 Landrat des Landkreises Berchtesgadener Land.

## Leben
Nach dem Volksschulbesuch erlernte er den Beruf des Kaufmanns im Groß- und Außenhandel. Über den zweiten Bildungsweg erwarb er 1976–78 berufsbegleitend über Telekolleg die Fachschulreife. 1978 bis 1980 besuchte Grabner ebenfalls berufsbegleitend die Steuerschule. 1980 absolvierte er die IHK-Prüfung zum Bilanzbuchhalter. Er war Leiter der Buchhaltung in einem mittelständischen Industriebetrieb und ab 1985 leitender Angestellter in der privaten Bau- und Wohnungswirtschaft.
Ab April 1996 war der Teisendorfer Präsident des Bayerischen Bob- und Schlittensportverbandes. Später war er Schatzmeister des Bob- und Schlittenverbands für Deutschland. Grabner gehörte dem Aufsichtsrat der Berchtesgadener Bergbahn AG an.

## Politischer Werdegang
Grabners politischer Werdegang begann in der Jungen Union, in der er von 1981 bis 1985 Kreisvorsitzender war. Während seiner JU-Zeit gelang ihm der Einzug in den Gemeinderat von Teisendorf und 1984 in den Kreistag. 1987 bis 2002 war er CSU-Kreisvorsitzender. 1990 zog er als Erststimmenkandidat für den Stimmkreis Berchtesgadener Land in den Bayerischen Landtag ein. Hier gehörte er ab 1998 dem Ausschuss für Staatshaushalt und Finanzfragen an und war Mitglied im Untersuchungsausschuss zur Aufklärung der Vorgänge bei der LWS sowie Wohnungsbaupolitischer Sprecher der CSU-Landtagsfraktion. 2002 wurde er zum Landrat gewählt und legte sein Landtagsmandat nieder. 2008 und 2014 wurde er im Amt bestätigt. Bei der Kommunalwahl 2020 trat er aus Altersgründen nicht mehr an. Als Landrat war er unter anderem auch Verwaltungsratsvorsitzender der Sparkasse Berchtesgadener Land, Vorsitzender des Stiftungsrates der Berchtesgadener Landesstiftung und Vorsitzender des Aufsichtsrats des Wohnbauwerks im Berchtesgadener Land. Im Wechsel mit dem Landrat des Landkreises Traunstein war er Aufsichtsratsvorsitzender der Kliniken Südostbayern AG.

## Auszeichnungen
Georg Grabner wurde mit dem Bundesverdienstkreuz am Bande ausgezeichnet. 2012 erhielt er den Goldenen Ehrenring der TU München. 2014 wurde er mit dem Bayerischen Verdienstorden ausgezeichnet. Am 24. Juni 2022 erhielt er den Bayerischen Verfassungsorden.